# Општина Сан Фернандо (Тамаулипас)
Сан Фернандо (шп. San Fernando) општина је у Мексику у савезној држави Тамаулипас. Општина се налази на надморској висини од 42 м.

## Становништво
Према подацима из 2010. у општини је живело 57220 становника.

### Хронологија
| Година       | 2000                  | 2005                  | 2010                  |
| ------------ | --------------------- | --------------------- | --------------------- |
| Становништво | 57412 (29057 / 28355) | 57756 (29077 / 28679) | 57220 (28800 / 28420) |

### Попис
| \| \| м \| \| \| ж \| \| 0—2 \| 1.699 \| \| \| 1.614 \| \| 3—5 \| 1.740 \| \| \| 1.655 \| \| 6—11 \| 3.483 \| \| \| 3.505 \| \| 12—14 \| 1.820 \| \| \| 1.671 \| \| 15—17 \| 1.819 \| \| \| 1.784 \| \| 18—24 \| 3.373 \| \| \| 3.189 \| \| 60+ \| 2.991 \| \| \| 2.843 \| \| Просек : \| 29,2 \| \| \| 29,4 \| |       |  |  |       |
| |       |  |  |       |
| | м     |  |  | ж     |
| 0—2 | 1.699 |  |  | 1.614 |
| 3—5 | 1.740 |  |  | 1.655 |
| 6—11 | 3.483 |  |  | 3.505 |
| 12—14 | 1.820 |  |  | 1.671 |
| 15—17 | 1.819 |  |  | 1.784 |
| 18—24 | 3.373 |  |  | 3.189 |
| 60+ | 2.991 |  |  | 2.843 |
| Просек : | 29,2  |  |  | 29,4  |

| #   | Индикатор                                                                                        | Вредност |
| --- | ------------------------------------------------------------------------------------------------ | -------- |
| 1   | Становништво од 0 до 2 године                                                                    | 3313     |
| 2   | Мушко становништво од 0 до 2 године                                                              | 1699     |
| 3   | Женско становништво од 0 до 2 године                                                             | 1614     |
| 4   | Становништво са 3 и више година                                                                  | 53555    |
| 5   | Мушко становништво са 3 и више година                                                            | 26926    |
| 6   | Женско становништво са 3 и више година                                                           | 26629    |
| 7   | Становништво са 5 и више година                                                                  | 51248    |
| 8   | Мушко становништво са 5 и више година                                                            | 25730    |
| 9   | Женско становништво са 5 и више година                                                           | 25518    |
| 10  | Становништво са 12 и више година                                                                 | 43172    |
| 11  | Мушко становништво са 12 и више година                                                           | 21703    |
| 12  | Женско становништво са 12 и више година                                                          | 21469    |
| 13  | Становништво са 15 и више година                                                                 | 39681    |
| 14  | Мушко становништво са 15 и више година                                                           | 19883    |
| 15  | Женско становништво са 15 и више година                                                          | 19798    |
| 16  | Становништво са 18 и више година                                                                 | 36078    |
| 17  | Мушко становништво са 18 и више година                                                           | 18064    |
| 18  | Женско становништво са 18 и више година                                                          | 18014    |
| 19  | Становништво од 3 до 5 година                                                                    | 3395     |
| 20  | Мушко становништво од 3 до 5 година                                                              | 1740     |
| 21  | Женско становништво од 3 до 5 година                                                             | 1655     |
| 22  | Становништво од 6 до 11 година                                                                   | 6988     |
| 23  | Мушко становништво од 6 до 11 година                                                             | 3483     |
| 24  | Женско становништво од 6 до 11 година                                                            | 3505     |
| 25  | Становништво од 8 до 14 година                                                                   | 8229     |
| 26  | Мушко становништво од 8 до 14 година                                                             | 4187     |
| 27  | Женско становништво од 8 до 14 година                                                            | 4042     |
| 28  | Становништво од 12 до 14 година                                                                  | 3491     |
| 29  | Мушко становништво од 12 до 14 година                                                            | 1820     |
| 30  | Женско становништво од 12 до 14 година                                                           | 1671     |
| 31  | Становништво од 15 до 17 година                                                                  | 3603     |
| 32  | Мушко становништво од 15 до 17 година                                                            | 1819     |
| 33  | Женско становништво од 15 до 17 година                                                           | 1784     |
| 34  | Становништво од 18 до 24 године                                                                  | 6562     |
| 35  | Мушко становништво од 18 до 24 године                                                            | 3373     |
| 36  | Женско становништво од 18 до 24 године                                                           | 3189     |
| 37  | Женско становништво од 15 до 49 година                                                           | 14659    |
| 38  | Становништво са 60 и више година                                                                 | 5834     |
| 39  | Мушко становништво са 60 и више година                                                           | 2991     |
| 40  | Женско становништво са 60 и више година                                                          | 2843     |
| 41  | Однос између мушкараца и жена                                                                    | 101.34   |
| 42  | Становништво од нуле до 14 година                                                                | 17187    |
| 43  | Становништво од 15 до 64 године                                                                  | 35557    |
| 44  | Становништво од 65 година и више                                                                 | 4124     |
| 45  | Просечан број деце                                                                               | 2.67     |
| 46  | Становништво рођено у ентитету                                                                   | 47033    |
| 47  | Мушко становништво рођено у ентитету                                                             | 23639    |
| 48  | Женско становништво рођено у ентитету                                                            | 23394    |
| 49  | Становништво рођено у другом ентитету                                                            | 8971     |
| 50  | Мушко становништво рођено у другом ентитету                                                      | 4550     |
| 51  | Женско становништво рођено у другом ентитету                                                     | 4421     |
| 52  | Становништво од 5 година и више резидентно у ентитету у јуну 2005. године                        | 49870    |
| 53  | Мушко становништво старосног доба од 5 година и више, резидентно у ентитету у јуну 2005. године  | 24990    |
| 54  | Женско становништво старосног доба од 5 и више година, резидентно у ентитету у јуну 2005. године | 24880    |
| 55  | Становништво од 5 година и више које је живело у другом ентитету у јуну 2005. године             | 678      |
| 56  | Мушко становништво старије од 5 година које је живело у другом ентитету у јуну 2005. године      | 330      |
| 57  | Женско становништво старије од 5 година које је живело у другом ентитету у јуну 2005. године     | 348      |
| 58  | Становништво од 3 године и више које говори аутохтони језик                                      | 229      |
| 59  | Мушко становништво старо 3 године и више које говори аутохтони језик                             | 148      |
| 60  | Женско становништво старо 3 године и више које говори аутохтони језик                            | 81       |
| 61  | Становништво од 3 године и више које говори аутохтони језик и не говори шпански језик            | 0        |
| 62  | Мушко становништво старо 3 године и више које говори аутохтони језик и не говори шпански         | 0        |
| 63  | Женско становништво старо 3 године и више које говори аутохтони језик и не говори шпански језик  | 0        |
| 64  | Становништво старо 3 године и више које говори аутохтони језик и шпански                         | 166      |
| 65  | Мушко становништво старо 3 године и више које говори аутохтони језик и шпански                   | 108      |
| 66  | Женско становништво старо 3 године и више које говори аутохтони језик и шпански                  | 58       |
| 67  | Становништво од 5 година и више које говори аутохтони језик                                      | 228      |
| 68  | Становништво од 5 година и више које говори аутохтони језик и не говори шпански језик            | 0        |
| 69  | Становништво од 5 година и више које говори аутохтони језик и говори шпански језик               | 166      |
| 70  | Становништво у домородачким домаћинствима                                                        | 574      |
| 71  | Становништво са ограничењима у активностима                                                      | 3528     |
| 72  | Становништво са ограниченим ходањем или кретањем, горе или доле                                  | 1844     |
| 73  | Становници са ограничењима вида, чак и уз кориштење сочива                                       | 1236     |
| 74  | Становништво са ограничењима говора, комуникације или конверзације                               | 311      |
| 75  | Становништво са ограниченим слухом                                                               | 314      |
| 76  | Становништво са ограничењима при одевању, купању или јелу                                        | 169      |
| 77  | Становништво са ограничењима у опажању или учењу једноставних ствари                             | 163      |
| 78  | Становништво са менталним ограничењима                                                           | 276      |
| 79  | Становништво без ограничења активности                                                           | 53104    |
| 80  | Становништво од 3 до 5 година које не похађа школу                                               | 1845     |
| 81  | Мушко становништво од 3 до 5 година које не похађа школу                                         | 967      |
| 82  | Женско становништво од 3 до 5 година које не похађа школу                                        | 878      |
| 83  | Становништво од 6 до 11 година које не похађа школу                                              | 158      |
| 84  | Мушко становништво од 6 до 11 година које не похађа школу                                        | 68       |
| 85  | Женско становништво од 6 до 11 година које не похађа школу                                       | 90       |
| 86  | Становништво од 12 до 14 година које не похађа школу                                             | 356      |
| 87  | Мушко становништво од 12 до 14 година које не похађа школу                                       | 206      |
| 88  | Женско становништво од 12 до 14 година које не похађа школу                                      | 150      |
| 89  | Становништво од 15 до 17 година похађа школу                                                     | 2284     |
| 90  | Мушко становништво од 15 до 17 година похађа школу                                               | 1160     |
| 91  | Женско становништво између 15 и 17 година живота у школи                                         | 1124     |
| 92  | Становништво од 18 до 24 године похађа школу                                                     | 1252     |
| 93  | Мушко становништво од 18 до 24 године похађа школу                                               | 677      |
| 94  | Женско становништво од 18 до 24 године похађа школу                                              | 575      |
| 95  | Становништво од 8 до 14 година које не може да чита и пише                                       | 255      |
| 96  | Мушко становништво старосног доба од 8 до 14 година које не може да чита и пише                  | 160      |
| 97  | Женско становништво старосног доби од 8 до 14 година које не може да чита и пише                 | 95       |
| 98  | Становништво од 15 година и више које је неписмено                                               | 2568     |
| 99  | Мушко становништво од 15 година и више које је неписмено                                         | 1239     |
| 100 | Женско становништво од 15 година и више које је неписмено                                        | 1329     |
| 101 | Становништво старо 15 и више година без школовања                                                | 3175     |
| 102 | Мушко становништво старо 15 и више година без школовања                                          | 1577     |
| 103 | Женско становништво старо 15 и више година без школовања                                         | 1598     |
| 104 | Становништво старосног доба 15 и више година са непотпуним основним образовањем                  | 7943     |
| 105 | Мушко становништво старосног доба од 15 година и више са непотпуном основним образовањем         | 4114     |
| 106 | Женско становништво старосног доба 15 и више година са непотпуном основним образовањем           | 3829     |
| 107 | Становништво старо 15 и више година са комплетним основним образовањем                           | 7755     |
| 108 | Мушко становништво старо 15 година и више са комплетним основним образовањем                     | 3731     |
| 109 | Женско становништво старо 15 и више година са комплетним основним образовањем                    | 4024     |
| 110 | Становништво старосног доба 15 и више година са непотпуним средњим образовањем                   | 2235     |
| 111 | Мушко становништво старосног доба од 15 година и више са непотпуним средњим образовањем          | 1218     |
| 112 | Женско становништво старосног доба од 15 година и више са непотпуним средњим образовањем         | 1017     |
| 113 | Становништво старо 15 и више година са пуним секундарном образовањем                             | 8302     |
| 114 | Мушко становништво старосног доба од 15 година и више са пуним секундарном образовањем           | 4053     |
| 115 | Женско становништво старосног доба од 15 година и више са пуним секундарном образовањем          | 4249     |
| 116 | Становништво старије од 18 година са постосновним образовањем                                    | 8856     |
| 117 | Мушко становништво старије од 18 година са постосновним образовањем                              | 4530     |
| 118 | Женско становништво старије од 18 година са постосновним образовањем                             | 4326     |
| 119 | Просечна оцена школовања                                                                         | 7.36     |
| 120 | Просечан ниво образовања мушке популације                                                        | 7.37     |
| 121 | Просечан ниво образовања женског становништва                                                    | 7.36     |
| 122 | Економски активно становништво                                                                   | 20517    |
| 123 | Економски активна мушка популација                                                               | 16111    |
| 124 | Економски активна женска популација                                                              | 4406     |
| 125 | Становништво које није економски активно                                                         | 22392    |
| 126 | Мушко становништво које није економски активно                                                   | 5404     |
| 127 | Женско становништво које није економски активно                                                  | 16988    |
| 128 | Запослено становништво                                                                           | 19595    |
| 129 | Запослено мушко становништво                                                                     | 15279    |
| 130 | Запослено женско становништво                                                                    | 4316     |
| 131 | Незапослена популација                                                                           | 922      |
| 132 | Незапослена мушка популација                                                                     | 832      |
| 133 | Незапослена женска популација                                                                    | 90       |
| 134 | Становништво без права на здравствене услуге                                                     | 11071    |
| 135 | Становништво које има право на здравствене услуге                                                | 45731    |
| 136 | Становништво које има право на ИМСС                                                              | 5528     |
| 137 | Становништво које има право на социјално осигурање                                               | 3208     |
| 138 | Становништво које има право на државно социјално осигурање                                       | 45       |
| 139 | Становништво које има право на опште осигурање или здравствено осигурање за нову генерацију      | 37091    |
| 140 | Становништво које је било једном или није било у браку током 12 година и више                    | 12851    |
| 141 | Венчано или уједињено становништво од 12 година и више                                           | 26148    |
| 142 | Становништво које је било у браку или уједињено 12 година и више                                 | 4073     |
| 143 | Становништво са католичком религијом                                                             | 41806    |
| 144 | Протестанти, еванђелисти и библијски следбеници различити од еванђелиста                         | 10378    |
| 145 | Становништво са другим религијама различитим од претходних                                       | 5        |
| 146 | Становништво без религије                                                                        | 4347     |
| 147 | Укупно пописаних домаћинства                                                                     | 15334    |
| 148 | Пописна домаћинства на челу са мушкарцима                                                        | 12249    |
| 149 | Пописна домаћинства на челу са женама                                                            | 3085     |
| 150 | Становништво у пописним домаћинствима                                                            | 56879    |
| 151 | Становништво у пописним домаћинствима на челу са мушкарцима                                      | 47286    |
| 152 | Становништво у пописним домаћинствима на челу са женама                                          | 9593     |
| 153 | Укупно домаћинстава                                                                              | 21017    |
| 154 | Укупно насељених домаћинстава                                                                    | 15448    |
| 155 | Укупно приватних кућа                                                                            | 20903    |
| 156 | Насељени приватни домови                                                                         | 15334    |
| 157 | Укупно насељених приватних кућа                                                                  | 15447    |
| 158 | Ненасељене приватне куће                                                                         | 3930     |
| 159 | Појединачна домаћинства за привремену употребу                                                   | 1639     |
| 160 | Становници у насељеним приватним кућама                                                          | 56879    |
| 161 | Насељеност станара у приватним становима                                                         | 3.71     |
| 162 | Просечно становника по соби у приватним насељеним домаћинствима                                  | 1.18     |
| 163 | Појединачна домаћинства са подовима од различитих материјала од земље                            | 14469    |
| 164 | Појединачна домаћинства у приземљу                                                               | 798      |
| 165 | Појединачна домаћинства са једном спаваћом собом                                                 | 6983     |
| 166 | Појединачна домаћинства са две спаваће собе и више                                               | 8287     |
| 167 | Појединачна домаћинства са једним собом                                                          | 1859     |
| 168 | Појединачна домаћинства са две собе                                                              | 3713     |
| 169 | Појединачна домаћинства са 3 собе и више                                                         | 9693     |
| 170 | Појединачна домаћинства која имају електрично светло                                             | 14723    |
| 171 | Појединачна домаћинства која немају електрично светло                                            | 545      |
| 172 | Појединачна домаћинства која имају водоводну воду у стамбеном простору                           | 13512    |
| 173 | Појединачна домаћинства која немају водоводну воду у стамбеном простору                          | 1742     |
| 174 | Појединачна домаћинства која имају тоалет                                                        | 15031    |
| 175 | Појединачна домаћинства која имају канализацију                                                  | 6337     |
| 176 | Појединачна домаћинства која немају канализацију                                                 | 8916     |
| 177 | Појединачна домаћинства која имају електрично светло, довод воде из јавне мреже и канализацију   | 6042     |
| 178 | Појединачна домаћинства без икаквих услова                                                       | 304      |
| 179 | Појединачна домаћинства која имају радио                                                         | 10486    |
| 180 | Појединачна домаћинства која имају телевизор                                                     | 13884    |
| 181 | Појединачна домаћинства која имају фрижидер                                                      | 12670    |
| 182 | Појединачна домаћинства која имају машину за веш                                                 | 10343    |
| 183 | Појединачна домаћинства која имају аутомобил или комби                                           | 8849     |
| 184 | Појединачна домаћинства која имају рачунар                                                       | 2229     |
| 185 | Појединачна домаћинства која имају фиксну телефонску линију                                      | 3550     |
| 186 | Појединачна домаћинства која имају мобилни телефон                                               | 9373     |
| 187 | Појединачна домаћинства која имају приступ интернету                                             | 1549     |